# Bezirksliga Oberschlesien 1939/40
Die Bezirksliga Oberschlesien 1939/40 war die siebte Spielzeit der Bezirksliga Oberschlesien. Sie diente, neben der Bezirksliga Niederschlesien 1939/40 und der Bezirksliga Mittelschlesien 1939/40 als eine von drei zweitklassigen Bezirksligen dem Unterbau der Gauliga Schlesien. Die Meister der drei Bezirksklassen qualifizierten sich für eine Aufstiegsrunde, in der zwei Aufsteiger zur Gauliga ausgespielt wurden.
Die Bezirksliga Oberschlesien wurde in dieser Saison in zwei Gruppen mit zehn, bzw. sechs Mannschaften im Rundenturnier mit Hin- und Rückspiel ausgetragen. Die beiden Gruppensieger spielten in zwei Finalspielen den Bezirksmeister aus. Am Ende setzte sich der SV Schomberg durch und qualifizierte sich dadurch für die Aufstiegsrunde zur Gauliga Schlesien 1940/41, bei der sich die Schomberger jedoch nicht gegen den SC Vorwärts Breslau und den VfB Liegnitz durchsetzen konnten und somit den Aufstieg verpassten.
Während der laufenden Saison kam es kriegsbedingt zu etlichen Abmeldungen vom Spielbetrieb, so dass nur ein Bruchteil der vorgesehenen Spiele ausgetragen werden konnte. Zur kommenden Spielzeit wurde die Bezirksliga Oberschlesien in 1. Klasse Oberschlesien umbenannt.

## Gruppe 1

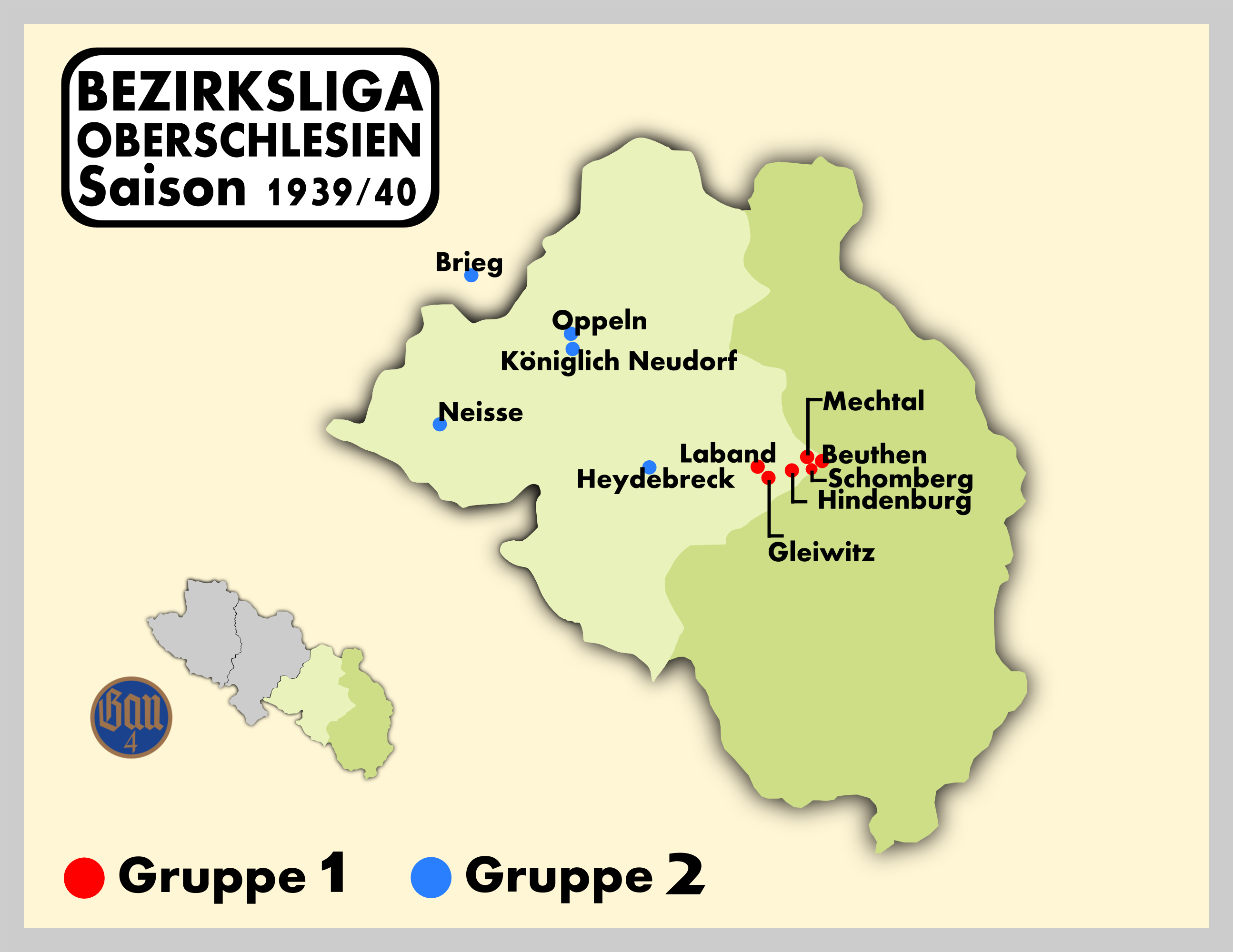
Spielorte der teilnehmenden Vereine
in der Bezirksliga Oberschlesien 1939/40.

| Pl. | Verein                  | Sp. | S | U | N | Tore    | Quote | Punkte |
| --- | ----------------------- | --- | - | - | - | ------- | ----- | ------ |
| 1.  | SV Schomberg (N)        | 6   | 3 | 2 | 1 | 018:150 | 1,20  | 08:40  |
| 2.  | SV Glückauf Beuthen (N) | 6   | 3 | 1 | 2 | 018:130 | 1,38  | 07:50  |
| 3.  | VfR 1919 Gleiwitz       | 6   | 2 | 1 | 3 | 017:270 | 0,63  | 05:70  |
| 4.  | RSG Beuthen (N)         | 6   | 2 | 0 | 4 | 019:170 | 1,12  | 04:80  |
| 5.  | TuS Hindenburg 09 A     | 0   | 0 | 0 | 0 | 000:000 | 1,00  | 0:0    |
| 6.  | VfB 1910 Gleiwitz B     | 0   | 0 | 0 | 0 | 000:000 | 1,00  | 0:0    |
| 7.  | SC Germania Oehringen B | 0   | 0 | 0 | 0 | 000:000 | 1,00  | 0:0    |
| 8.  | VfL 1935 Laband B       | 0   | 0 | 0 | 0 | 000:000 | 1,00  | 0:0    |
| 9.  | SuSV 1912 Mechtal B     | 0   | 0 | 0 | 0 | 000:000 | 1,00  | 0:0    |
| 10. | SV Borsigwerk B         | 0   | 0 | 0 | 0 | 000:000 | 1,00  | 0:0    |

| (N) | Aufsteiger aus den 1. Kreisklassen |

## Gruppe 2
| Pl. | Verein                                     | Sp. | S | U | N | Tore    | Quote | Punkte |
| --- | ------------------------------------------ | --- | - | - | - | ------- | ----- | ------ |
| 1.  | RSG Neisse A (N)                           | 6   | 4 | 0 | 2 | 037:140 | 2,64  | 08:40  |
| 2.  | RSG Heydebreck (N)                         | 4   | 2 | 0 | 2 | 013:140 | 0,93  | 04:40  |
| 3.  | Vereinigte Oppelner Sportfreunde           | 5   | 2 | 0 | 3 | 008:160 | 0,50  | 04:60  |
| 4.  | Vereinigte Sportfreunde Preußen Neisse (N) | 3   | 1 | 0 | 2 | 007:210 | 0,33  | 02:40  |
| 5.  | SC Brega 09 Brieg B                        | 0   | 0 | 0 | 0 | 000:000 | 1,00  | 0:0    |
| 6.  | SV 1912 Königlich Neudorf C                | 0   | 0 | 0 | 0 | 000:000 | 1,00  | 0:0    |

| (N) | Aufsteiger aus den 1. Kreisklassen |

## Finale Meisterschaft Bezirksliga
Im Finale um die Meisterschaft in der Bezirksliga trafen der Sieger der Gruppe 1, SV Schomberg, und der Sieger der Gruppe 2, RSG Neisse, aufeinander. Das Hinspiel fand am 30. Juni 1940 in Schomberg, das Rückspiel am 7. Juli 1940 in Neisse statt. Schomberg konnte sich durchsetzen und nahm als oberschlesischer Vertreter an der Aufstiegsrunde zur Gauliga Schlesien 1940/41 teil, bei der die Mannschaft den Aufstieg in die Gauliga jedoch verpasste.
|              | Gesamt |            | Hinspiel | Rückspiel |
| ------------ | ------ | ---------- | -------- | --------- |
| SV Schomberg | 8:1    | RSG Neisse | 4:0      | 4:1       |